# Sosienka (wzgórze)
Sosienka – wzgórze w dzielnicy Raciborza – Brzeziu, na zachodnim krańcu płaskowyżu Rybnickiego. Wysokość wzniesienia wynosi 251,86 m n.p.m. Swoją nazwę wzięło od rosnącej na nim samotnie sosny zwyczajnej, zwanej Sosienką. Z czasem określenie to zaczęto używać także w stosunku do wzniesienia i całej okolicy.
Rosnąca na wzgórzu sosna była symbolem Brzezia, związana była z kilkoma legendami, a jej wizerunek znalazł się m.in. na pieczęci dawnej gminy Brzezie z I połowy XX wieku. Na początku 2000 roku została podpalona, a wezwani na miejsce strażacy ścięli ją. Miała wtedy niespełna 200 lat i posiadała status pomnika przyrody. Obok rośnie jednak kolejna sosna, posadzona przez jednego ze starszych mieszkańców Brzezia jeszcze w 1993 roku.